# فيوريل مولدوفان
فيوريل مولدوفان (بالرومانية: Viorel Moldovan)‏، من مواليد 8 يوليو 1972 في بستيريا، لاعب كرة قدم روماني.
بدأ مسيرته الكروية مع نادي غلوريا بستيريا في عام 1990، ولعب معهم حتى عام 1993، وفي عام 1993 انتقل إلى نادي دينامو بوخارست، ولعب معهم حتى عام 1995، وفي موسم 1995/1996 انتقل إلى نادي نيوشاتل، وفي عام 1995 انتقل إلى نادي غرافشوبرز، ولعب معهم حتى عام 1998، وفي عام 1998 انتقل إلى نادي كوفنتري سيتي، وفي عام 1998 انتقل إلى نادي فنربغشة التركي، ولعب معهم حتى عام 2000، وفي عام 2000 انتقل إلى نادي نانت الفرنسي، ولعب معهم حتى عام 2004، وفي موسم 2004/2005 لعب مع نادي سيرفيتي، وفي عام 2005 لعب مع نادي بيلو تيميسوارا، ويلعب منذ عام 2005 مع نادي رابيد بوخارست.
و قد لعب مع منتخب رومانيا لكرة القدم 70 مباراة دولية وسجل 26 هدف.

## مسيرته الكروية
لعب فيوريل مولدوفان خلال مسيرته الاحترافية مع 11 ناديًا في واحد وعشرون موسمًا وسجل خلالها 195 هدف ضمن 437 مباراة. حيث فاز في موسمين بالكأس وفي موسمين بالدوري.
خاض فيوريل مولدوفان مسيرته مع غلوريا بيستريتسا ‏ في موسم 1990–91 واستمر معه طيلة ثلاثة مواسم، مشاركًا في 84 مباراة سجل خلالها 22 هدفًا. ثم انتقل إلى نادي دينامو بوخارست في موسم 1993–94 ولمدة موسمين، حيث شارك في 60 مباراة سجل خلالها 19 هدفًا. لينتقل بعدها إلى نادي نوشاتل زاماكس في موسم 1995–96 لمدة موسم واحد، مشاركًا في 32 مباراة سجل خلالها 19 هدفًا أيضًا. ثم انتقل إلى نادي غراسهوبر زيوريخ في موسم 1996–97 ولمدة موسمين، مشاركًا في 51 مباراة سجل خلالها 44 هدفًا. هذا وانتقل لاحقًا إلى نادي كوفنتري سيتي في موسم 1997–98 لمدة موسم واحد، مشاركًا في 10 مباريات سجل خلالها هدفًا واحدًا. ثم انتقل بعدها إلى نادي فنربخشة في موسم 1998–99 ولمدة موسمين، مشاركًا في 53 مباراة سجل خلالها 33 هدفًا. ليعود وينتقل من جديد، لكن هذه المرة إلى نادي نانت في موسم 2000–01 ليلعب معه أربعة مواسم، مشاركًا في 69 مباراة سجل خلالها 31 هدفًا. لينتقل بعدها إلى نادي بولتيهنيكا تيميسوارا في موسم 2004–05 ولمدة موسمين، مشاركًا في 23 مباراة سجل خلالها 8 أهداف. ثم لعب في نادي رابيد بوخارست في موسم 2005–06 ولمدة موسمين، مشاركًا في 41 مباراة سجل خلالها 15 هدفًا.

## روابط خارجية
- فيوريل مولدوفان على موقع الاتحاد الدولي (مؤرشف)  (الإنجليزية)
- فيوريل مولدوفان على موقع الاتحاد الأوربي (الإنجليزية)
- فيوريل مولدوفان على موقع اتحاد تركيا (لاعب) (الإنجليزية)
- فيوريل مولدوفان على موقع قاعدة بيانات كرة القدم.إي يو (الإنجليزية)
- فيوريل مولدوفان على موقع ليكيب (الفرنسية)
- فيوريل مولدوفان على موقع ناشيونال فوتبول تيمز (الإنجليزية)
- فيوريل مولدوفان على موقع عالم كرة القدم.نت (الإنجليزية)
- فيوريل مولدوفان على موقع كووورة